# Gymnopleurus foricarius
Gymnopleurus foricarius là một loài bọ cánh cứng trong họ Bọ hung (Scarabaeidae).